# Fred Neil
Fred Neil (* 16. März 1936 in Cleveland, Ohio; † 7. Juli 2001 auf Summerland Key, Florida) war ein einflussreicher US-amerikanischer Folk- und Bluessänger und Songschreiber der 1960er und frühen 1970er Jahre.

## Leben und Werk
Aufgewachsen in Saint Petersburg, Florida, war Neil einer derjenigen Songschreiber, die eine Zeit lang im berühmten New Yorker Brill Building arbeiteten. Er wurde oft als ein Pionier des Songschreibens bezeichnet; seine meistzitierten Schüler waren Tim Buckley, Harry Nilsson und Jefferson Airplane, die prominentesten James Taylor, Paul Simon, Joni Mitchell und Stephen Stills. Anfang der 1960er spielte er regelmäßig in Greenwich Village, unter anderem mit Bob Dylan und Karen Dalton. 
Neils frühe Kompositionen sind von Künstlern wie Buddy Holly und Roy Orbison aufgenommen worden; er spielte als Studio-Gitarrist auf Hits von Bobby Darin und Paul Anka mit. 1968 nahm Harry Nilsson eine Coverversion von Neils Song Everybody's Talkin’ auf, die ein Jahr später ein Welthit war, als sie Bestandteil der Filmmusik zu dem Film Asphalt-Cowboy wurde.
Mitte der 1970er Jahre gab Neil seine damalige Wohnung in Woodstock, New York, auf und verbrachte den Rest seines Lebens an den Stränden des südlichen Florida. Seinen letzten öffentlichen Auftritt absolvierte er 1986 in einem Kaffeehaus in Coconut Grove.
Fred Neil starb 2001 in Summerland Key, Florida, an Krebs.

## Songs von Fred Neil und Aufnahmen durch andere Künstler (Auswahl)
- Candy Man – Roy Orbison (1961)
- Everybody’s Talkin’ – Harry Nilsson (1969), Roger Miller (1970), Bill Withers (1971), Stephen Stills (1991), The Beautiful South (1994), Jimmy Buffett (2003), Madeleine Peyroux (2006) und Glen Campbell (1975, 2017)
- A Little Bit of Rain – Karen Dalton (1969)
- Tear Down the Walls – Vince Martin (1964)
- The Dolphins – Tim Buckley (1973)
- Green Rocky Road – Blue Orchids (2005)
- The Other Side of This Life – Jefferson Airplane